# Michael Cera
Michael Austin Cera (ur. 7 czerwca 1988 w Brampton) – kanadyjski aktor, znany z filmów Supersamiec, Juno, Rok pierwszy oraz Scott Pilgrim kontra świat.